# Une aventure à New York
Pour plus de détails, voir Fiche technique et Distribution.
Une aventure à New York (Manhattan Madness) est un film muet américain réalisé par Allan Dwan et sorti en 1916.
Il a fait l'objet d'un remake en 1925 par John McDermott sous le titre Manhattan Madness.

## Fiche technique
- Titre : Une aventure à New York
- Titre original : Manhattan Madness
- Réalisation : Allan Dwan
- Scénario : Charles T. Dazey et E.V. Durling
- Chef opérateur : Victor Fleming
- Genre : Comédie
- Production : Douglas Fairbanks pour Fine Arts Film Company
- Distribution : Triangle Distributing
- Durée : 50 minutes
- Date de sortie :
  - États-Unis : 1er octobre 1916

## Distribution
- Douglas Fairbanks : Steve O'Dare
- Jewel Carmen
- George Beranger
- Ruth Darling
- Eugene Ormonde
- Macey Harlam